# Observation des baleines

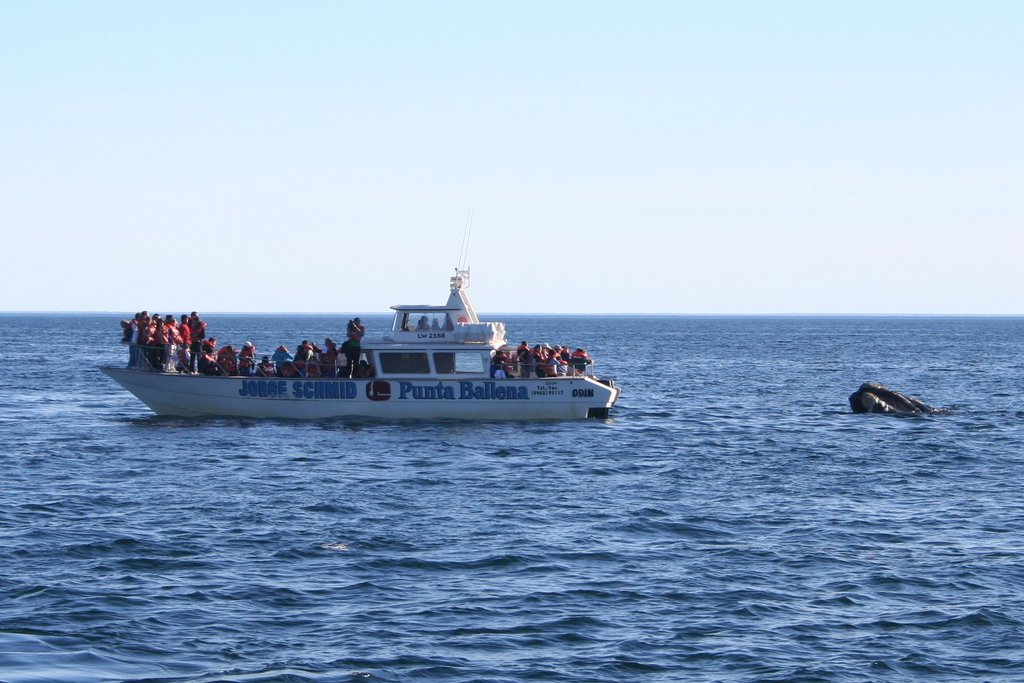
Observation des baleines au large de la côte de Péninsule Valdés (Argentine). En 1999, la presqu'île de Valdés a été inscrite sur la liste du patrimoine mondial de l'UNESCO.

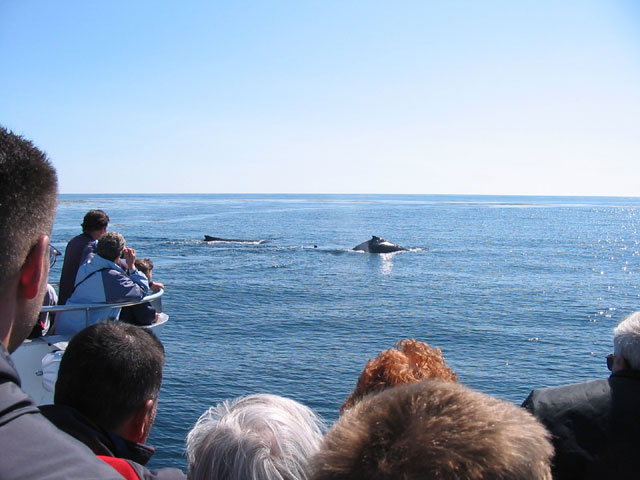
Observation des baleines au large de la côte de Bar Harbor dans le Maine aux États-Unis.

L'observation des baleines (whale watching en anglais), est une forme de tourisme qui a pour but d'observer les cétacés dans leur milieu naturel. Cette activité est plus rarement dénommée « tourisme baleinier ».
Selon une étude de 2012, cette activité en pleine expansion depuis les années 1990 contribuerait maintenant (directement ou indirectement) au secteur du tourisme pour plus de 2 milliards de dollars au niveau mondial, ce qui en fait la première activité économique dépendante des cétacés ; même dans les pays pratiquant encore la chasse à la baleine, c'est une activité qui semble être devenue plus lucrative que cette chasse,.

## Évolution
D'une activité réservée à quelques scientifiques et quelques passionnés, l'observation des cétacés est devenu un loisir temporaire puis une activité touristique qui a pris une importance telle qu'on parle aujourd'hui parfois d'industrie du whale watching.
Une partie des zones de forte croissance de cette activité sont dans des pays en développement ou émergents (Chine, Cambodge, Laos, Nicaragua, Panama). 

### Activités
- En 2009, il a été estimé que 13 millions de touristes ont fait des voyages visant notamment à observer des baleines, dauphins et/ou marsouins dans leur habitat naturel. 
Cette « industrie » aurait généré cette même année (2009) 2,1 milliards de dollars (soit 1,7 milliard d'euros) en contribuant à faire vivre 13 000 personnes dans 119 pays[6],[7].

- Selon une étude de Cisneros & al. (2010), cette activité a encore un potentiel important de développement ; plusieurs pays n'ont pas développé cette activité bien que des populations sauvages de cétacés vivent encore dans leurs eaux territoriales ; s'ils permettaient ou développaient cette activité, elle pourrait apporter 400 millions de dollars supplémentaires (et 5700 emplois de plus)[7], au risque cependant d'affecter la dynamique de certaines populations[3].

## Risques et dangers

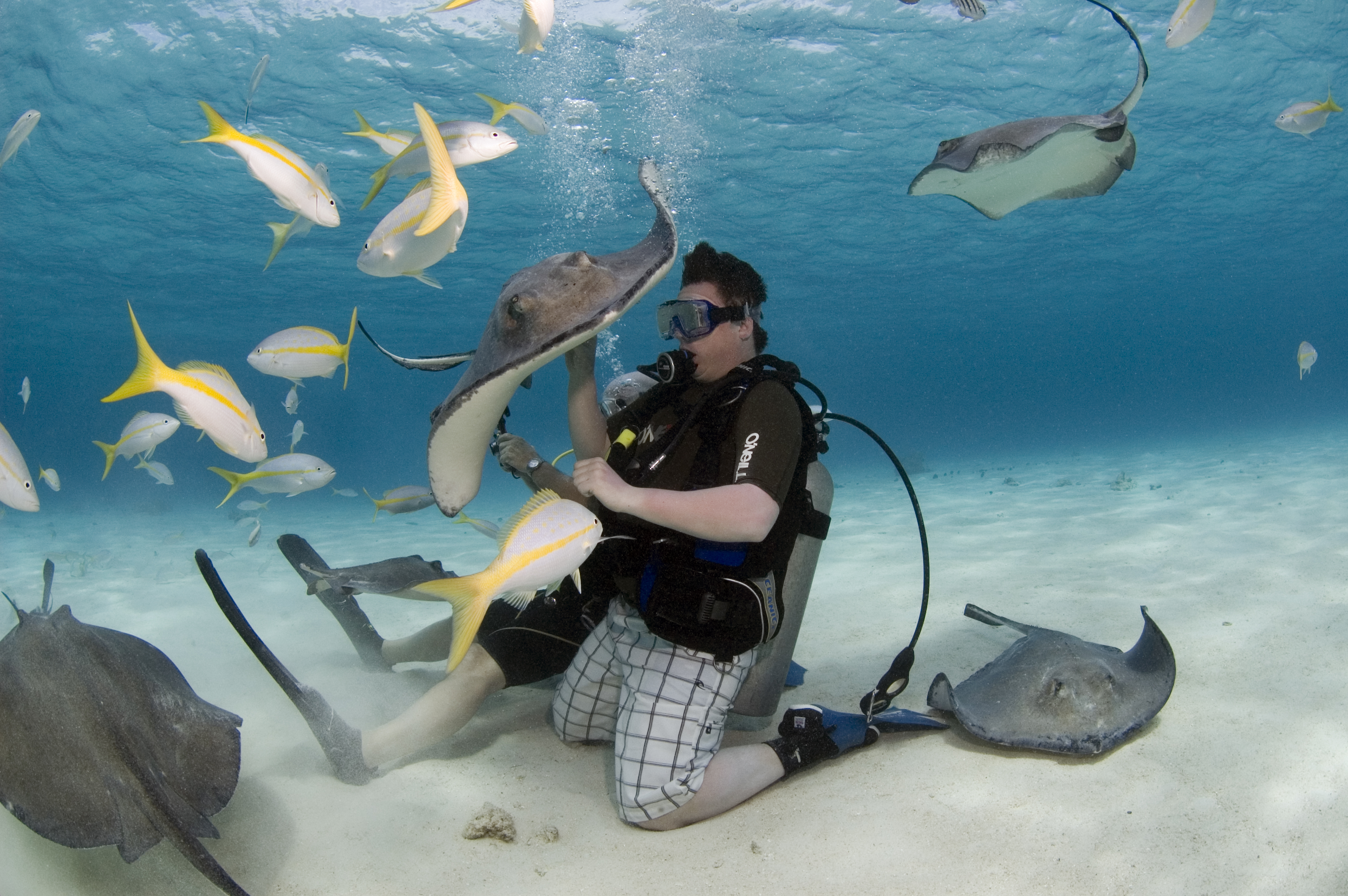
« Plongée de contact » avec des raies sauvages. Il a été montré que ce type d'activité pouvait significativement affecter l'environnement de la raie, et sa santé (des changements physiologiques sont mesurés chez ces raies)

Selon une revue de la littérature scientifique publiée en 2012, le risque le plus souvent évoqué et étudié est le dérangement d'animaux en train de migrer, de se nourrir ou de se reproduire ; les cétacés observés présentent des changements comportementaux, qui sont principalement des changements dans les comportements de nage et d'émergence, dans les vocalisations, la forme ou la taille des groupes, les changements de directions et la coordination dans le groupe.
- les cétacés ont un sens de l'ouïe développé, y compris dans des fréquences différentes des nôtres ; ils en dépendent pour la communication, la navigation, la détection des prédateurs et des proies potentielles (Würsig & Richardson, 2002). La perception du bruit sous-marin des moteurs de navires[10], avions ou hélicoptères induit chez eux des changements de comportement, y compris en réponse à la circulation des bateaux d'observation de cétacés. La présence de bateaux inhibe des comportements biologiquement importants (dont l'alimentation et le repos selon de nombreuses études[3], avec pour plusieurs espèces des « preuves convaincantes » d'effets populationnels dont une réduction de la fitness, c'est-à-dire une diminution du taux effectif de reproduction).
À moyenne ou basse altitude, les avions ou hélicoptères peuvent aussi être source de dérangement ou de perturbation des animaux[11]. « Les fréquences caractéristique du bruit des moteurs d'avions sont bien dans la gamme de fréquence des appels des cétacés », le niveau de pression de l'onde sonore produite par un avion (même petit) peut être « extrêmement élevée (supérieure à 120 dB et 20 µPa à 1m) »[12] et est pour cette raison susceptible d'une pénétration profonde quand elle arrive perpendiculairement à la surface de l'eau[13]. L'ombre portée se déplaçant sur l'eau pourrait aussi poser problème (Richardson et al. 1995 Richardson & Würsig 1997). Enfin, le bruit d'engins aériens peut aussi introduire des biais dans les comptages aériens[11] ; on sait que le bruit des avions induit souvent une réponse qui est la plongée, mais on ignore ce que les cétacés perçoivent de ce type de son hors de l'eau ou sous l'eau, le rôle de la vision ou d'éventuels effets sur les vocalisation[11]) ;
- Des cas de blessure ou mortalité par collision entre des navires de whale-watching et les animaux sont documentés[réf. nécessaire].
- Les changements de comportements induits par la présence humaine ont un « coût énergétique » pour l'animal[14],[15] ; particulièrement pour les activités de "nage avec les cétacés"[1],[16]
- Des risques sanitaires existent pour les cétacés, sensibles à plusieurs zoonoses (maladies transmissibles entre l'animal et l'Homme). Approcher trop les animaux et les stresser augmente le risque de transmission de microbes d'une espèce à une autre[17]. Ceci est particulièrement vrai dans les activités touristiques dites de "nage avec les cétacés" et quand, pour ce faire, les opérateurs font de la plongée sous-marine[18], ou "poursuivent" des cétacés ou les attirent avec de la nourriture ("provisioning", comme à Monkey Mia en Australie[19]), souvent illégalement[20]. Ces sujets préoccupent la Commission baleinière internationale[21] et les scientifiques[22],[23],[24],[25] y compris parce que les humains eux-mêmes peuvent être blessés par des animaux devenus trop entreprenants, quémandeurs ou agressifs[26],[19].
Il ne semble pas y avoir d'études sur les différences de compositions sanguines entre cétacés sauvages en fréquents contacts avec l'homme et leurs homologues, mais chez les raies (Dasyatis americana) qui font l'objet d'un tourisme de ce type (plongées visant à caresser des raies), on a constaté de tels changements[8], avec des marqueurs de stress et de dépression immunitaire non retrouvés chez les animaux sans contacts avec l'Homme[8]. Les animaux blessés étaient également plus nombreux[8].

### Observer sans déranger
Ceci est nécessaire pour protéger les espèces, et pour limiter la dissonance cognitive induite par cette activité (qui peut paradoxalement nuire aux animaux que l'on veut observer parce qu'on les aime) et parce que de nombreuses études ont montré que même dans le cadre de l'écotourisme, observer la nature en groupe important (« écotourisme de masse ») et de manière constante peut fortement déranger certaines espèces, modifier leurs comportements voire nuire à leur survie. Une étude basée sur l'observation de 3 dauphins laisse penser que si les interactions homme-dauphin ne sont pas trop fréquentes (1 fois par jour) et que le dauphin reste libre d'y participer, elle pourrait ne pas changer son comportement (hormis augmenter le temps qu'il passe à jouer avec d'autres dauphins après avoir approché l'Homme), mais les auteurs recommandent eux-mêmes d'utiliser ce résultat (statistiquement non significatif) avec prudence. On sait aussi que la personnalité des animaux est importante ; pour quelques dauphins venant spontanément jouer avec l'homme, combien sont-ils perturbés par sa proximité ? Une autre étude plus poussée a clairement montré une réduction significative du temps de repos de grands dauphins observés (corrélée avec le nombre de bateau venant les observer).  

### Mesures de protection (ou de compensation)
Face au développement excessif du Whale watching ou en réponse à des opérations purement commerciales se faisant passer pour du tourisme durable ou de nature, de l'observation des baleines pouvant perturber les animaux, certains pays et organisations ont instauré des chartes ou « règlements » juridiquement plus contraignants pour limiter la pression de l'observation. Pour exemples, les Etats-Unis ont instauré en 1979 le Marine Mammal Protection Act, et la Nouvelle-Zélande, le Marine Mammal Protection Regulation en 1992. Ces lois imposent aux opérateurs de Whale Watching un ensemble de règles en présence des animaux. Dans de nombreux pays où les régulations gouvernementales n'existent pas encore, des guides de bonnes pratiques et des codes de conduites ont été publiés. Par exemple dans le Sanctuaire Pelagos en Méditerranée un « code de bonne conduite pour l'observation des cétacés en mer » a été mis en place en 2001 et repris en 2010 par l'Accord sur la conservation des cétacés de la mer Noire, de la Méditerranée et de la zone Atlantique adjacente (ACCOBAMS). Pour renforcer ce code de bonne conduite, le label "High Quality Whale Watching" pour les opérateurs de Méditerranée existe depuis 2014 au sein de Pelagos. Ce label est animé en France par l'association SOUFFLEURS D'ECUME. Une initiative similaire a été mise en place en 2000 en Guadeloupe dans le Sanctuaire Agoa, sur l'initiative de l'association Evasion Tropicale avec l'appui des autorités locales. À la suite d'une étude commandée par Agoa, une charte de bonne conduite inspirée en partie du code en vigueur dans le Sanctuaire Pelagos a été publiée. Autre initiative par l'association régionale CARIBWHALE qui organise des sessions de formation à l'adresse des opérateurs de la Caraïbe pour assurer une activité durable et respectueuse des cétacés. D'autres mesures similaires existent dans d'autres régions du monde, comme par exemple le label Mata Tohora à Tahiti.  

### Danger de la nage avec les cétacés
Même si nager avec des baleines ou des dauphins représente souvent un rêve d'enfant, cette activité est fortement controversée. Plusieurs dangers pour les animaux ainsi que pour les humains sont à prendre en compte :
- risques sanitaires (voir plus haut)
- danger sécuritaire pour les passagers, avec des risques de blessures pour les hommes et les animaux, voire agressions de la part des animaux [38]. Dans l'imaginaire commun, ces animaux sont inoffensifs et sont doués d'une empathie pouvant les mener à "sympathiser avec et sauver les hommes". Mais même si les voir dans leur habitat naturel est magique, il ne faut surtout pas oublier que les cétacés sont des animaux sauvages, imprévisibles, pesant des centaines de kilos, voire plusieurs tonnes. Ce risque est réel et à ne pas sous-estimer.
- les sorties de nage s'effectue en pleine mer, avec parfois des profondeurs de plusieurs centaines de mètres. Il faut ajouter à ceci le stress d'une confrontation avec des animaux si gros et impressionnants. Les nageurs, souvent non habitués à de telle conditions de nage, peuvent paniquer.
- la plupart des chercheurs spécialistes des mammifères marins pointent du doigt cette activité et s'interrogent sur ses impacts à court et long terme sur le comportement des animaux, et la valeur sélective ("fitness") de ces populations [16],[14],[3],[33]. En effet, ces études montrent des changements de comportements, réduisant significativement les temps passés aux activités vitales (repos, chasse, reproduction...) De plus en plus de recherches sont effectuées sur ce sujet, et le principe de précaution doit s'appliquer pour la sécurité des passagers et la conservation des populations visées

## Compatibilité de l'observation et de la chasse baleinière
Dans les années 2000, plusieurs personnalités politiques de pays baleiniers ont dans le cadre des réunions de la commission baleinière internationale estimé que la chasse pouvaient coexister avec l'observation des baleines,,,,, mais les données scientifiques disponibles concluent que la chasse peut en réalité freiner le développement de l'observation des baleines, et qu'elle pourrait réduire les revenus du "tourisme d'observation baleinière" de certains pays,,,,. La chasse à la baleine pourrait même indirectement affecter les revenus du tourisme en général, à la suite des « boycotts éthiques de sites chasse à la baleine par les touristes ».  

## Enjeux en termes de bénéfices culturels et intangibles et de risques associés
Les cétacés ont une importance pour de nombreuses cultures, depuis l'Antiquité.
Ils ont une importance écologique en raison des niches écologiques qu'ils occupent et de leur place dans le réseau trophique. 
L'observation des baleines et le succès des delphinariums évoquent une fascination particulière de l'Homme pour les cétacés et personne ne peut être insensible à une rencontre avec une baleine. 
Plusieurs auteurs font remarquer que l'observation des cétacés dans leur milieu est source pour les observateurs et la société de bénéfices immatériels et porteuse de vertus éducatives et pédagogiques susceptibles d'encourager une éthique environnementale et un engagement écocitoyen,, qui pourraient peut-être compenser la gêne occasionnée à ces animaux. 
Quelques auteurs jugent ces avantages peu importants au regard des inconvénients générés par le développement de ces activités alors que d'autres les jugent « inestimables »,,,. 
Plusieurs études ont conclu qu'une composante éducative apporté aux touristes à bord à l'occasion des séances d'observation des baleines augmentait le degré de satisfaction qu'ils retiraient de l'expérience ou que cet élément était pour eux une partie importante d'un voyage d'observation des baleines,,. Mais d'autres études concluent que promouvoir l'observation des baleines pourrait être préjudiciable aux espèces observées,.

## Les principaux sites d'observation (dans le monde)

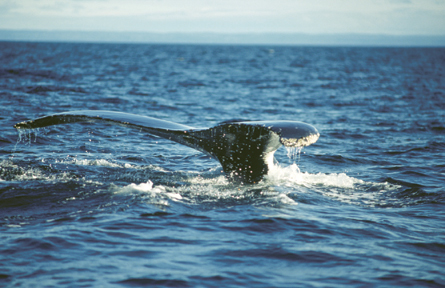
Baleine dans le Saint-Laurent au Québec

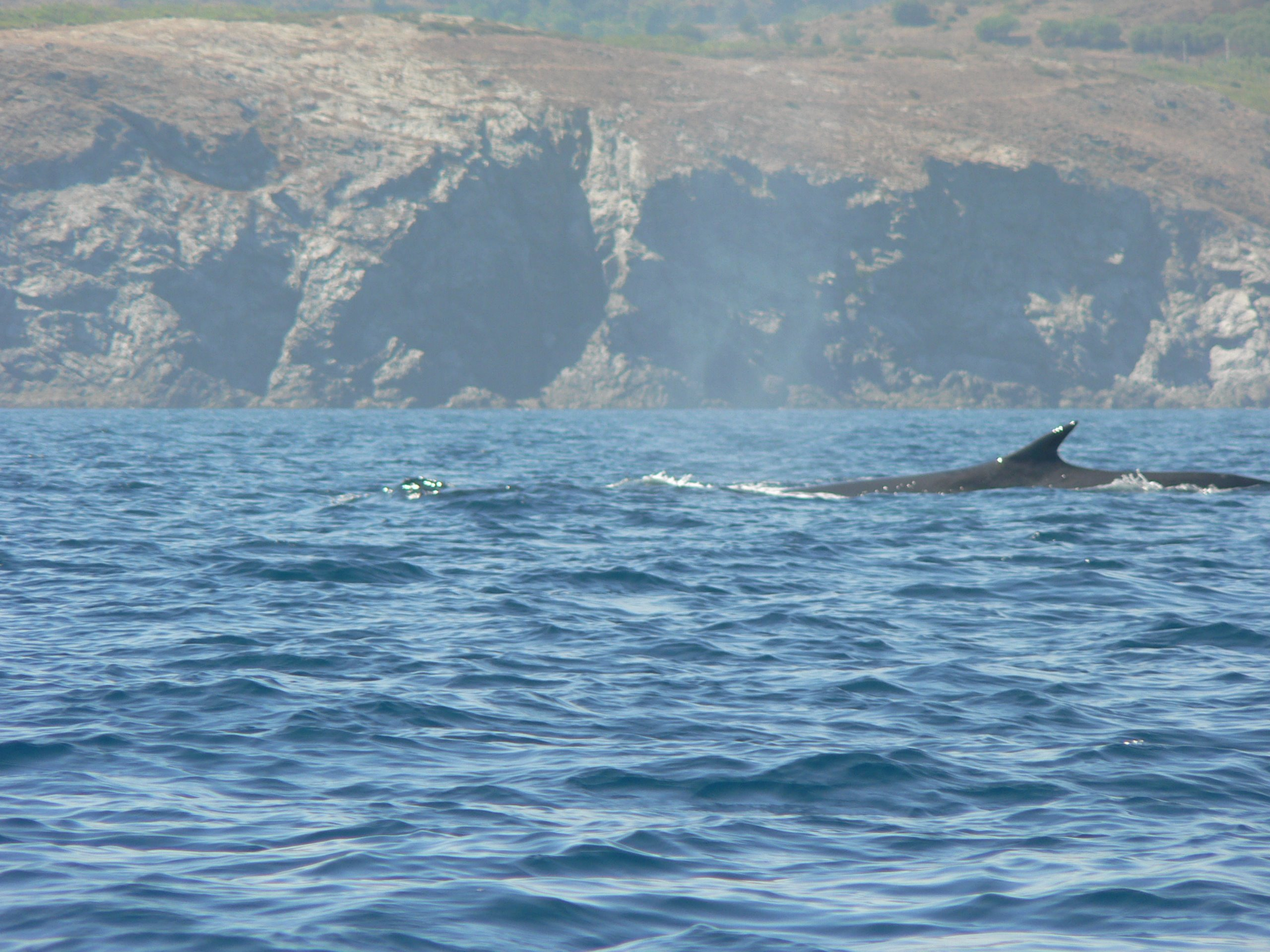
Rorqual commun près du cap Béar en Méditerranée.

- Golfe de Gascogne : une vingtaine d'espèces observables.
- Océan Indien : Ile de La Réunion (France) voir la page Baleines à La Réunion ; Mayotte
- Méditerranée : rorquals, dauphins bleu et blanc, cachalots, etc. notamment dans le Sanctuaire Pelagos entre la France, Monaco et l'Italie
- Australie, Nouvelle-Calédonie, Antilles, Hawaï : zone de reproduction des baleines à bosse où l'on peut entendre leurs célèbres chants.
- Afrique du Sud, à Hermanus.
- Islande: depuis Reykjavík, Skjálfandi (depuis Húsavík), Eyjafjörður (depuis Hauganes ou Dalvík), péninsule de Snæfellsnes (phare de Svörtuloft, sur la falaise de Saxhólsbjarg).
- Rurutu, archipel des Australes, Polynésie française. Zone de mise bas en hiver austral (juillet-octobre) des mégaptères.
- Açores, principalement sur l'île de Pico où a débuté cette activité en 1989 à Lajes do Pico avec Espaço Talassa.

Amérique
- Canada (Golfe du Saint-Laurent, Tadoussac) : zone d'alimentation des baleines à bosses, nombreuses autres espèces de baleines et dauphins.

Vues prises à Tadoussac
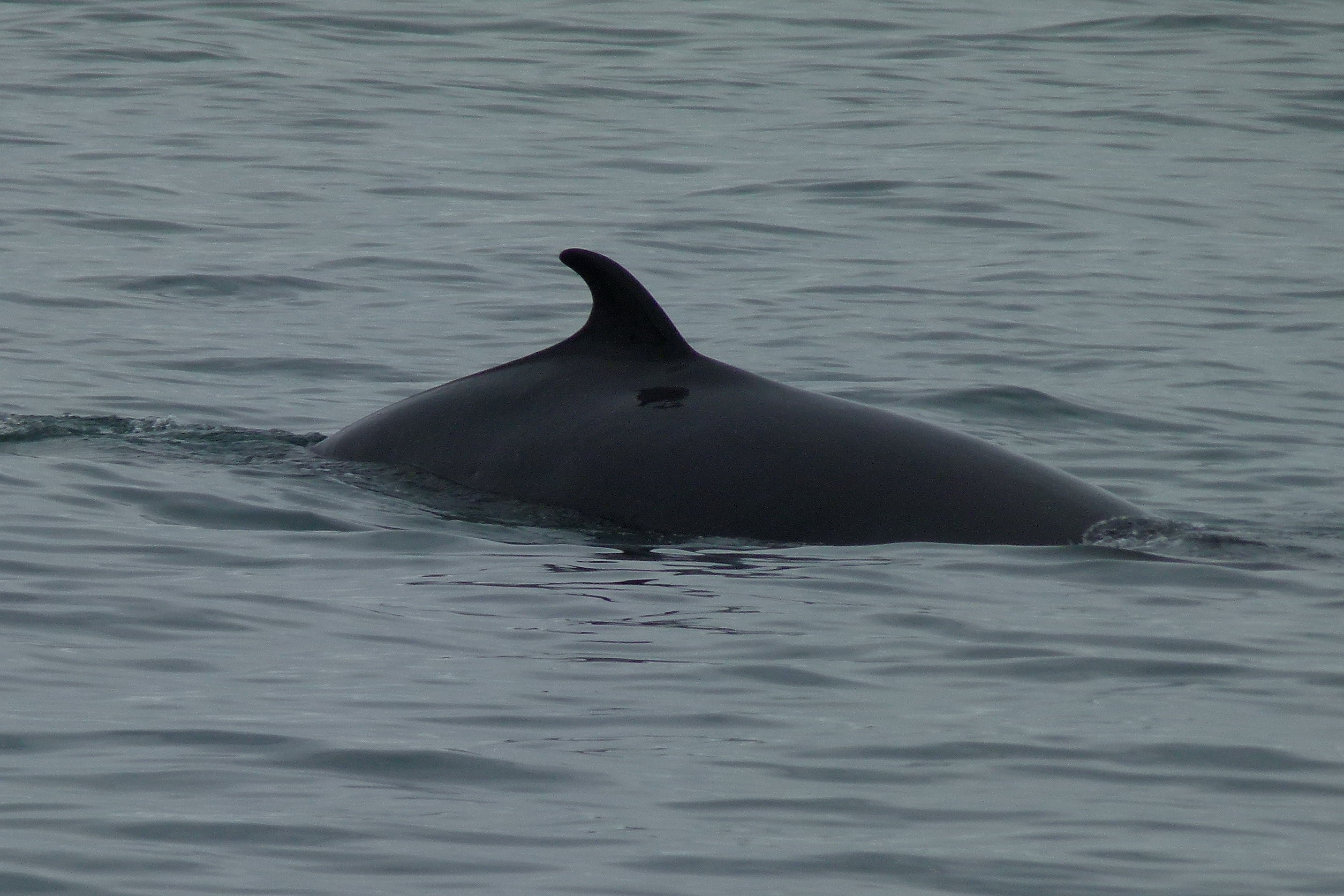
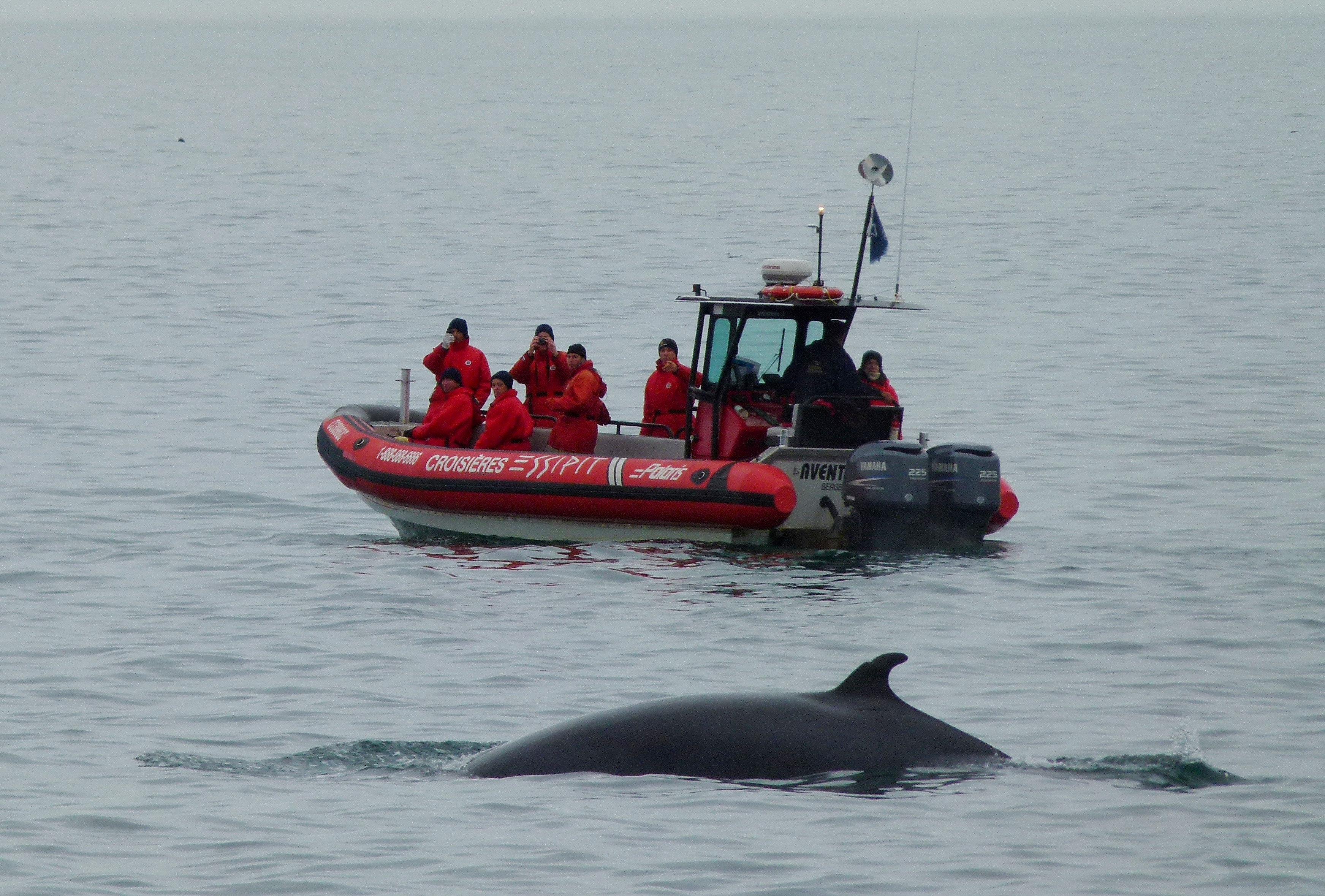
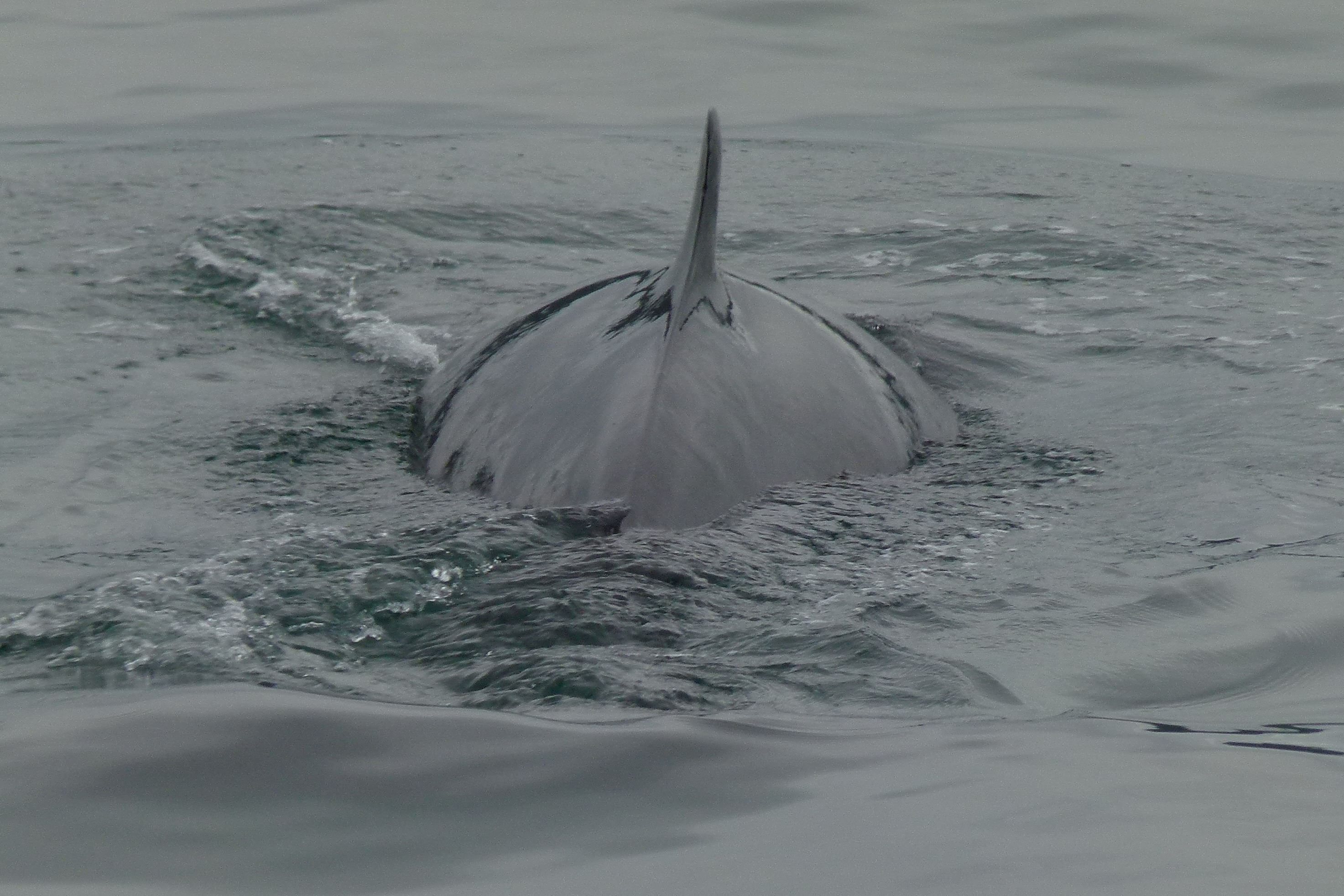
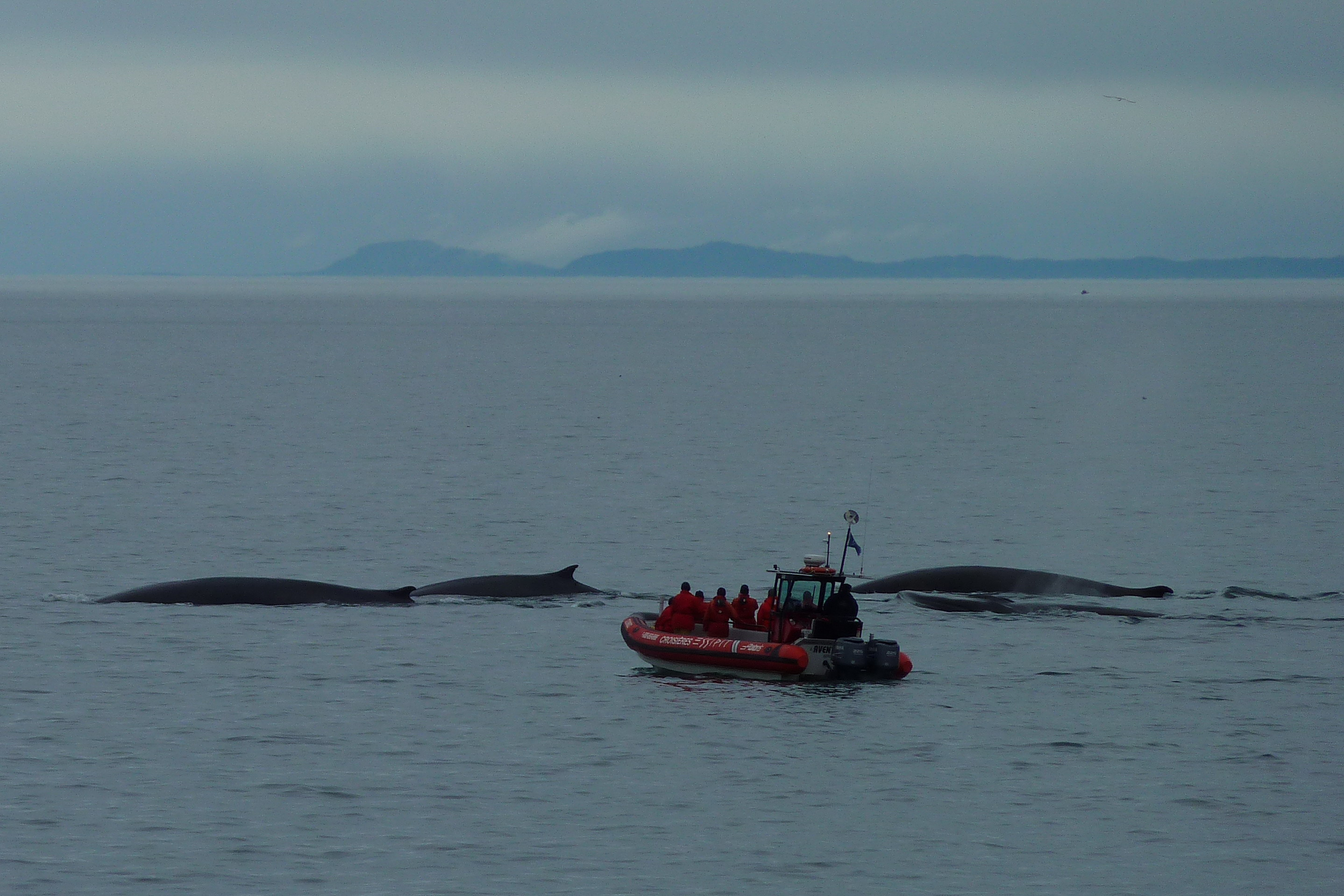

- États-Unis
  - Nouvelle-Angleterre et New York : rorquals, en particulier baleines d'aileron, baleines à bosses, petites baleines. On rencontre également plusieurs espèces de dauphins et occasionnellement des phoques. En outre, la baleine franche de l'Atlantique Nord, espèce en danger, s'y arrête au printemps.
  - Californie: Tous les ans, la baleine grise migre entre le Mexique et l'Alaska entre ses zones d'alimentation et zones de reproduction.
- Équateur : au large de Puerto Lopez, baleines à bosse.
- Brésil
  - Salvador de Bahia - Praia Do Forte : Baleine à bosse ou Baleia Jubarte
- Péninsule Valdés, Patagonie : nombreux groupes d'orques.